# Новаки Пазинські
Новаки Пазинські (хорв. Novaki Pazinski) — населений пункт у Хорватії, в Істрійській жупанії у складі громади Церовлє.

## Населення
Населення за даними перепису 2011 року становило 200 осіб.
Динаміка чисельності населення поселення:

## Клімат
Середня річна температура становить 12,37 °C, середня максимальна – 25,78 °C, а середня мінімальна – -1,52 °C. Середня річна кількість опадів – 1064 мм.
| Клімат поселення                              | Клімат поселення | Клімат поселення | Клімат поселення | Клімат поселення | Клімат поселення | Клімат поселення | Клімат поселення | Клімат поселення | Клімат поселення | Клімат поселення | Клімат поселення | Клімат поселення | Клімат поселення |
| Показник                                      | Січ.             | Лют.             | Бер.             | Квіт.            | Трав.            | Черв.            | Лип.             | Серп.            | Вер.             | Жовт.            | Лист.            | Груд.            |                  |
| Середній максимум, °C                         | 9,03             | 9,77             | 12,66            | 16,23            | 21,15            | 24,97            | 25,78            | 25,16            | 20,92            | 16,51            | 11,62            | 8,46             |                  |
| Середня температура, °C                       | 3,75             | 4,50             | 7,39             | 10,95            | 15,87            | 19,68            | 22,08            | 21,47            | 17,22            | 12,80            | 7,93             | 4,77             |                  |
| Середній мінімум, °C                          | −1,52            | −0,8             | 2,10             | 5,68             | 10,59            | 14,39            | 18,38            | 17,77            | 13,52            | 9,11             | 4,24             | 1,05             |                  |
| Норма опадів, мм                              | 78               | 64               | 77               | 88               | 76               | 90               | 65               | 91               | 94               | 118              | 124              | 99               |                  |
| Середньомісячна швидкість вітру, м/с          | 1.78             | 2.07             | 2.28             | 2.29             | 2.08             | 1.98             | 1.95             | 1.88             | 1.84             | 1.96             | 2.02             | 1.94             |                  |
| Середньомісячна сонячна радіація, кДж/м²·день | 4499             | 7395             | 10645            | 14926            | 19125            | 20801            | 21817            | 18799            | 13940            | 8998             | 4959             | 3797             |                  |
| --------------------------------------------- | ---------------- | ---------------- | ---------------- | ---------------- | ---------------- | ---------------- | ---------------- | ---------------- | ---------------- | ---------------- | ---------------- | ---------------- | ---------------- |
| Джерело:                                      |                  |                  |                  |                  |                  |                  |                  |                  |                  |                  |                  |                  |                  |